# Grönstjärtad jakamar
Grönstjärtad jakamar (Galbula galbula) är en fågel i familjen jakamarer inom ordningen jakamar- och trögfåglar.

## Utbredning och systematik
Fågeln förekommer från östra Colombia till södra Venezuela, Guyanaregionen samt norra och centrala Brasilien. Den behandlas som monotypisk, det vill säga att den inte delas in i några underarter.

## Status
IUCN kategoriserar arten som livskraftig.